# Monte Carlo Open 1972
Il Monte Carlo Open 1972 è stato un torneo di tennis giocato sulla terra rossa. È stata la 65ª edizione del Monte Carlo Open, che fa parte del Commercial Union Assurance Grand Prix 1972. Si è giocato al Monte Carlo Country Club di Roquebrune-Cap-Martin in Francia vicino a Monte Carlo, dal 27 marzo al 3 aprile 1972.

## Campioni

### Singolare
Ilie Năstase ha battuto in finale  František Pála con il punteggio di 6–1, 6–0, 6–3

### Doppio
Patrice Beust /  Daniel Contet hanno battuto in finale  Jiří Hřebec /  František Pála con il punteggio di 3–6, 6–1, 12-10, 6–2